# Джордж Оруэлл
Джордж О́руэлл (англ. George Orwell), настоящее имя Эрик Артур Блэр (англ. Eric Arthur Blair; 25 июня 1903, Мотихари, Британская Индия — 21 января 1950, Лондон, Великобритания) — британский писатель, журналист и литературный критик, радиоведущий, автор мемуаров, публицист. Его работы отличаются простым стилем изложения, критикой тоталитаризма и национализма, а также поддержкой демократического социализма.
Самые известные работы Оруэлла включают сатирическую повесть «Скотный двор» (1945) и роман-антиутопию «1984» (1948). Документальные произведения Оруэлла, «Фунты лиха в Париже и Лондоне» (1933) «Дорога на Уиган-Пирс» (1937), описывающие жизнь рабочего класса, и «Памяти Каталонии» (1938), мемуары о гражданской войне в Испании ценятся наравне с его многочисленными эссе о политике и литературе. В 2008 году The Times поставила Джорджа Оруэлла на второе место среди «50 величайших британских писателей с 1945 года».
Произведения Оруэлла значительно повлияли на современную популярную и политическую культуру. В своём эссе 1945 года «Вы и атомная бомба» Оруэлл ввёл в употребление термин «холодная война»; а такие неологизмы, как «полиция мыслей», «большой брат», «новояз», «двоемыслие» и другие, часто употребляют при обсуждении тоталитаризма, цензуры и авторитаризма.

## Биография
Эрик Артур Блэр родился 25 июня 1903 года в Мотихари, Индия. Его отец, Ричард Блэр, работал в опиумном департаменте британской колониальной администрации Индии — британской спецслужбе, которая производила и хранила опиум для продажи в Китай. Его мать, Ида Блэр, выросла в Моламьяйне, Бирма, где её семья вела бизнес — судостроительство и торговлю тиком. У Эрика было две сестры: Марджори, на пять лет старше его, и Аврил, на пять лет младше. Когда Эрику был один год, он вместе с матерью и сестрой Марджори переехал в Англию.
Начальное образование получил в школе св. Киприана (Истборн), где учился с 8 до 13 лет. Об этом периоде своей жизни он впоследствии написал эссе под названием «О радости детства…», впервые опубликованное в журнале «Partisan Review» осенью 1952 года, уже после смерти Оруэлла. В 1917 году он получил именную стипендию и до 1921 года посещал Итонский колледж, где его учителем французского языка был Олдос Хаксли, будущий автор известного романа-антиутопии «О дивный новый мир».

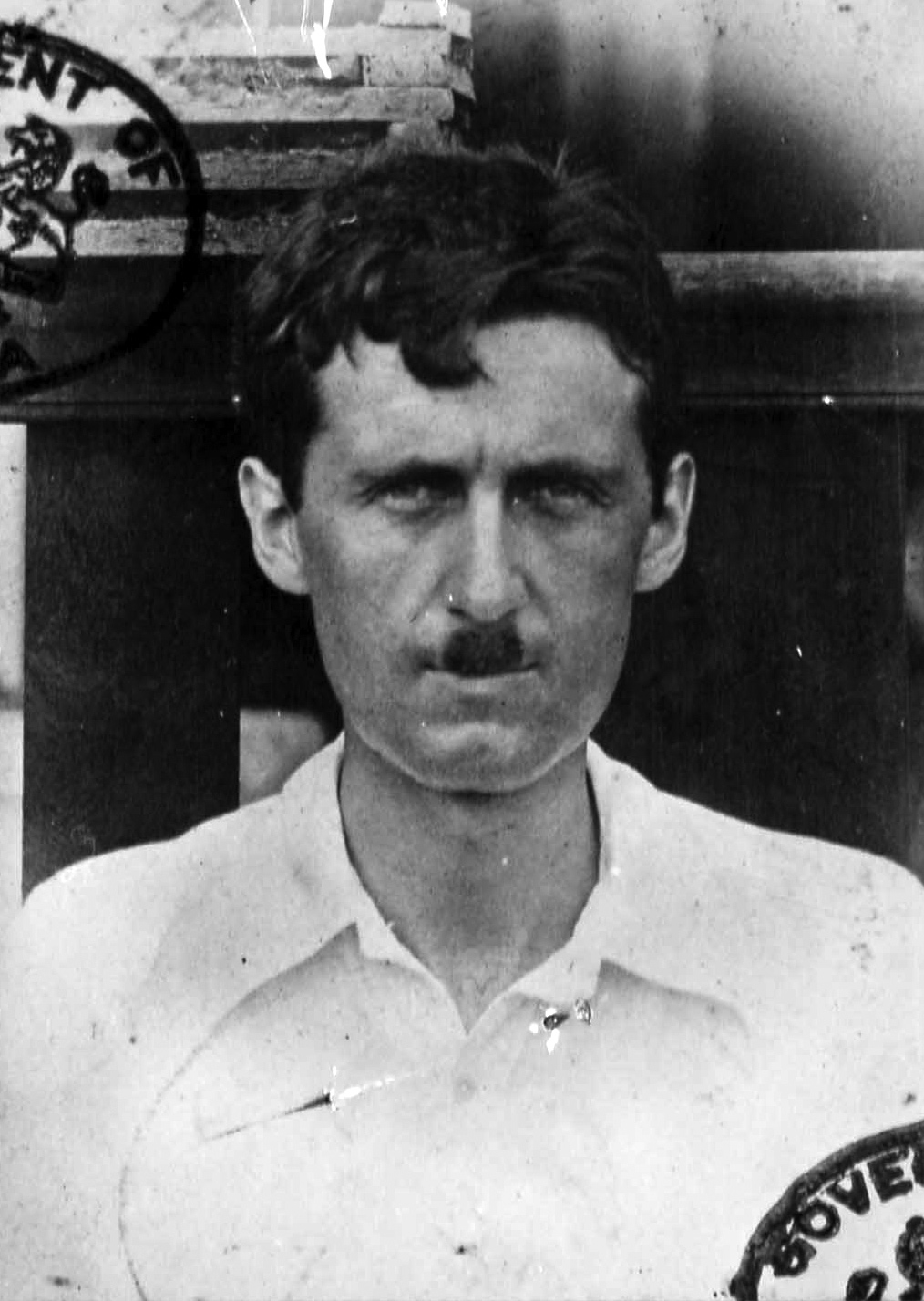
Оруэлл в бытность его офицером колониальной полиции в Бирме

С 1922 по 1927 год Оруэлл служил в колониальной полиции в Бирме, затем долгое время провёл в Великобритании и Европе, живя случайными заработками, тогда же начал писать художественную прозу и публицистику. Уже в Париж он приехал с твёрдым намерением стать писателем, ведомый им там образ жизни оруэлловед В. Недошивин характеризует как «бунт сродни толстовскому».
Начиная с основанной на автобиографическом материале повести «Фунты лиха в Париже и Лондоне» (1933), публиковался под псевдонимом «Джордж Оруэлл», взятом в честь реки Оруэлл, одного из его любимых мест в Англии.
Уже в 30 лет он напишет в стихах: «Я в этом времени — чужой».
В 1936 году Оруэлл женился, а уже через шесть месяцев вместе с женой отправился в Испанию, где началась гражданская война, чтобы воевать на стороне республиканцев. Он попал на Арагонский фронт, а его жена Айлин работала в Барселоне секретарём руководителя Независимой рабочей партии Джона Макнэра, который координировал прибытие в Испанию британских добровольцев. Сражаясь в рядах ополчения, сформированного партией ПОУМ, Оруэлл столкнулся с проявлениями фракционной борьбы в среде левых, особенно со стороны просталинских коммунистов. Он провёл почти полгода на войне, пока 20 мая 1937 года не был ранен в горло франкистским снайпером в Уэске. После запрета ПОУМ в июне 1937 года Оруэлл с женой подверглись риску быть арестованными, так как партия ПОУМ была антисталинской, а в левом лагере ведущую роль играли сторонники или агенты сталинского СССР, и спешно покинули Испанию. Уже после этого Барселонский трибунал по делам шпионажа и измены родине выдвинул против них следующее обвинение: «Их переписка свидетельствует о том, что они — оголтелые троцкисты… связные между Независимой лейбористской партией и ПОУМ… принимали участие в майских событиях».
Прибыв из Испании в Великобританию левым противником сталинизма, Оруэлл вступил в Независимую рабочую партию. Про развитие событий в Испании он написал так: В конце концов, нас ждёт режим, в котором все оппозиционные партии и газеты будут запрещены, а всякий сколько-нибудь значительный диссидент окажется в тюрьме. Разумеется такой режим будет фашистским. Он будет не таким, как фашистский режим Франко, он будет лучше, чем у Франко, — даже до такой степени лучше, что за него будет иметь смысл сражаться, — но это будет фашистский режим. Но поскольку его установят либералы и коммунисты, называться он будет иначе.

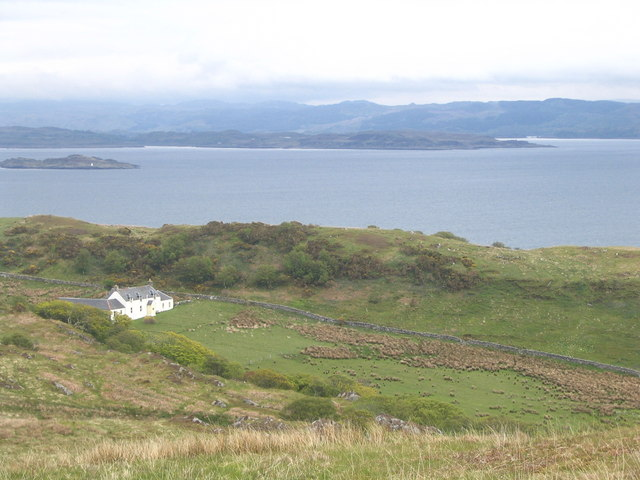
Дом Оруэлла на острове Джура

В 1938 году у Оруэлла был диагностирован туберкулёз.
Во время Второй мировой войны хотел пойти в армию, но не прошёл по здоровью, вёл антифашистскую программу на Би-би-си до 1943 года, затем стал литературным критиком в газете Tribune.
В мае 1945 года была впервые издана публикация Джорджа Оруэлла «Заметки о национализме», где он в частности написал, что «каждый националист способен на самую вопиющую бесчестность, но в то же время (поскольку считает, что служит чему-то большему, чем он сам) он непоколебимо уверен в собственной правоте».
В 1946 году поселился на острове Джура. Когда в 1947 году по инициативе Фридриха фон Хайека образовалось Общество «Мон Пелерин», другой его сооснователь Карл Поппер порекомендовал Оруэлла в состав участников.
В 1949 году к Оруэллу обратилась Силия Керван, к которой Оруэлл незадолго до этого сватался. Она просила порекомендовать кого-нибудь для работы в Департамент информационных исследований МИД Великобритании. Ролью бюро было противодействие советской пропаганде, Оруэлл сам работать отказался, но порекомендовал несколько человек. Роман-антиутопия «1984» был опубликован 8 июня 1949 года. Оруэлл также предложил составить список из людей, которых не стоит привлекать к работе в бюро из-за их симпатий к СССР и коммунизму. Из своей личной записной книжки, где был список из 135 человек, в том числе Б. Шоу, Дж. Стейнбек, Дж. Б. Пристли, Ч. Чаплин и другие, Оруэлл выбрал 38 и передал Силии. Некоторых из них он чисто интуитивно, но правильно определил как тайных советских агентов, например главу русского отдела Министерства Информации Питера Смоллетта. Список Оруэлла был опубликован почти через 50 лет после смерти писателя, поступок Оруэлла вызвал споры, а его недоброжелатели пытались использовать это для того, чтобы скомпрометировать Оруэлла.

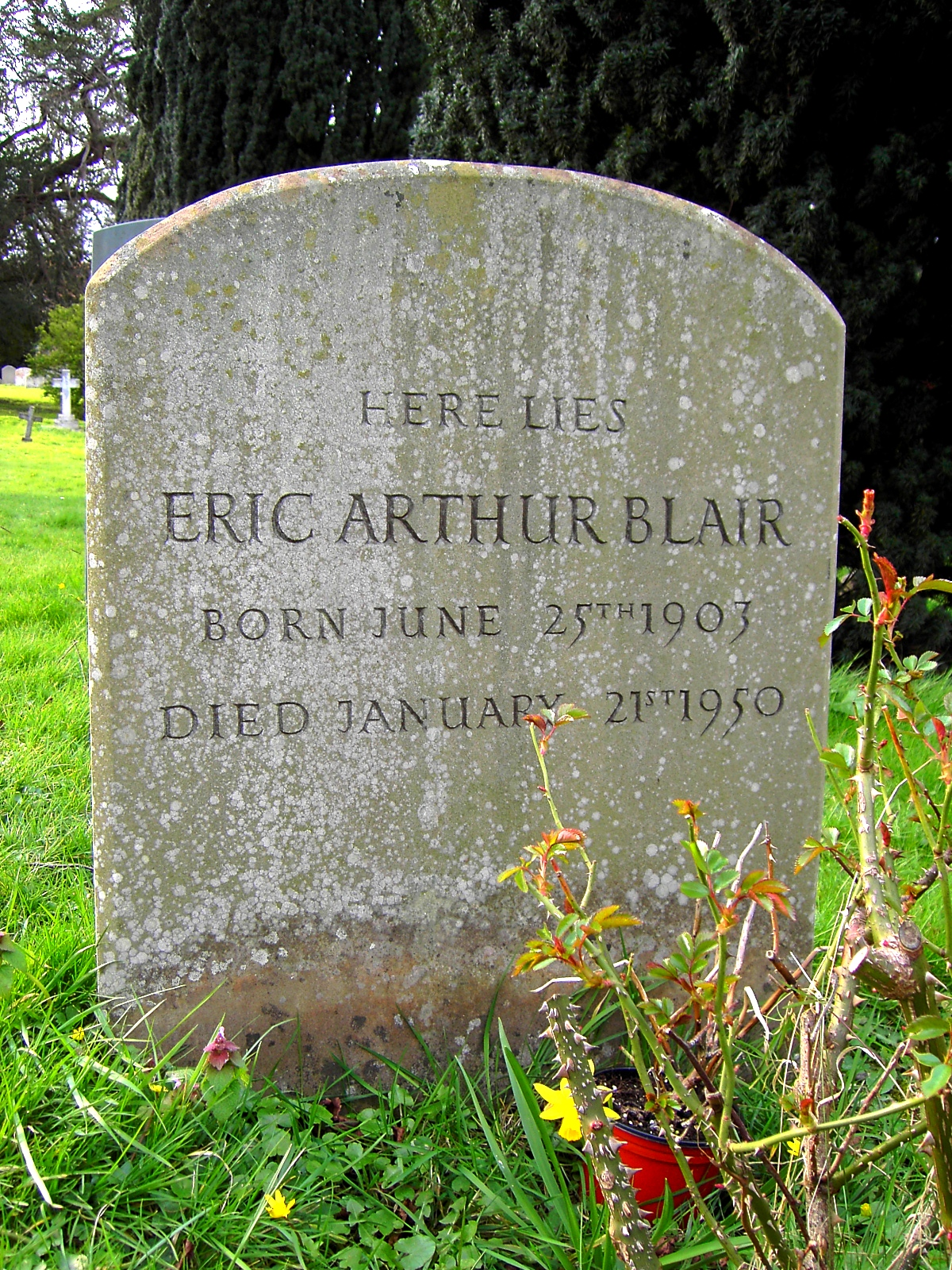
Могила Оруэлла

Умер Оруэлл на 47-м году жизни в Лондоне от туберкулёза 21 января 1950 года.
Друг Оруэлла Ричард Рис вспоминал:

Я был в литературном собрании; вдруг кто-то вошёл и сказал: «Умер Оруэлл». И в наступившем молчании меня пронзила мысль: отныне этот прямой, добрый и яростный человек станет одним из самых властных мифов XX века
— Вечный год
В 2018 году было объявлено, что в г. Мотихари будет создан музей, в который войдут дом, где родился писатель, и склад для опиума.

## Семья
В 1936 году Оруэлл женился на Айлин О’Шонесси. В 1944 году они усыновили ребёнка, которого назвали Ричард Горацио Блэр.
В 1945 году Айлин умерла.
Незадолго до своей смерти, в 1949 году, Оруэлл женился на редакторе Соне Браунелл.
После смерти Оруэлла его приёмного ребёнка воспитывала младшая сестра Оруэлла Аврил, старшая сестра Марджори умерла в 1946 году.

## Творчество
Первым крупным произведением Оруэлла (и первым произведением, подписанным этим псевдонимом) стала автобиографическая повесть «Фунты лиха в Париже и Лондоне», изданная в 1933 году. Эта повесть, основанная на реальных событиях жизни автора, состоит из двух частей. В первой части описывается жизнь бедняка в Париже, где он перебивался случайными заработками, главным образом, работая мойщиком посуды в ресторанах. Во второй части описывается бездомная жизнь в Лондоне и его окрестностях.
Во время гражданской войны в Испании Оруэлл воевал на стороне республиканцев в рядах частей ПОУМ, партии, которая в июне 1937 была объявлена вне закона за «пособничество фашистам». Об этих событиях он написал документальную повесть «Памяти Каталонии» (1936) и очерк «Вспоминая войну в Испании» (1943, полностью опубликован в 1953).
В повести «Скотный двор» (1945) писатель показал перерождение революционных принципов и программ. «Скотный двор» — притча, аллегория на революцию 1917 года и последующие события в России.
Роман-антиутопия «1984» (1949) стал идейным продолжением «Скотного двора», в котором Оруэлл изобразил возможное будущее мировое общество как тоталитарный иерархический строй, основанный на изощрённом физическом и духовном порабощении, пронизанный всеобщим страхом, ненавистью и доносительством. В этой книге впервые прозвучало известное выражение «Большой брат смотрит за тобой» (или, в переводе Виктора Голышева, «Старший брат смотрит на тебя»), а также введены ставшие широко известными термины «двоемыслие», «мыслепреступление», «новояз», «правоверность», «речекряк».
Также написал множество очерков и статей социально-критического и культурологического характера.
В Великобритании издано полное 20-томное собрание сочинений Оруэлла (англ. The Complete Works of George Orwell). Произведения Оруэлла переведены на 60 языков.

## Отношение Оруэлла к СССР

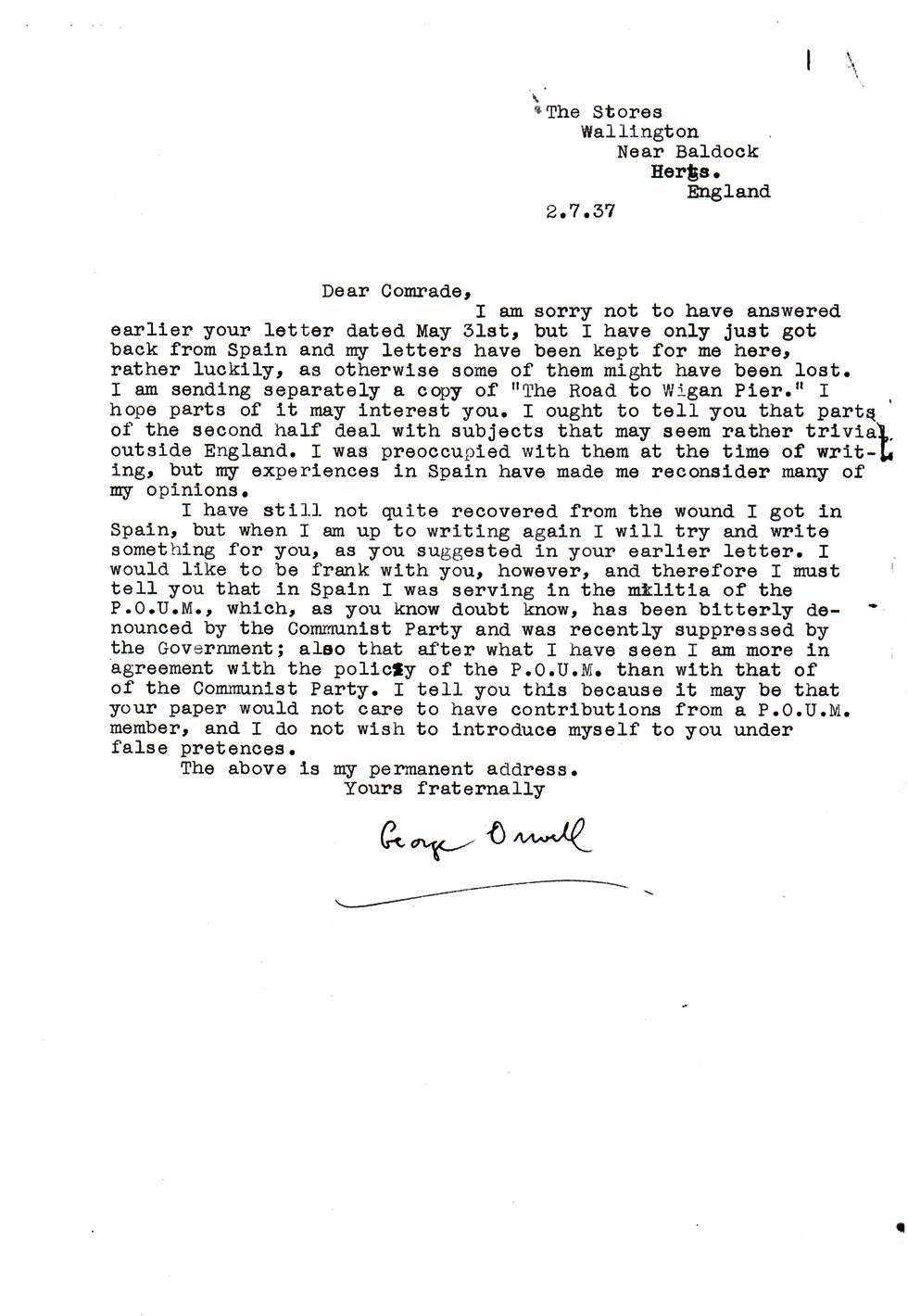
Первое и, вероятно, последнее письмо Джорджа Оруэлла в СССР. Письмо адресовано главному редактору журнала «Интернациональная литература» Сергею Динамову, арестованному уже в следующем году и вскоре расстрелянному. Письмо было подшито к делу на Дж. Оруэлла.

В эссе 1946 года «Почему я пишу» Оруэлл указывал: «Каждая строчка серьёзной работы, которую я написал с 1936 года, была направлена, прямо или косвенно, против тоталитаризма и за демократический социализм, как я его понимаю». Согласно сверстнику Оруэлла, британскому политобозревателю, главному редактору журнала «New Statesman» Кингсли Мартину, Оруэлл смотрел на СССР с горечью, глазами революционера, разочаровавшегося в детище революции, и считал что её, революцию, предали, и главным предателем, воплощением зла Оруэлл считал Сталина. При этом сам Оруэлл, в глазах Мартина, являл собой борца за правду, валившего наземь советские тотемы, которым поклонялись другие западные социалисты.
Британский политик-консерватор, член парламента Кристофер Холлис утверждает, что по-настоящему приводило Оруэлла в негодование то, что в результате произошедшей в России революции и последовавшего низвержения старых правящих классов, сопровождавшегося кровавой гражданской войной и не менее кровавым террором, к власти пришло не бесклассовое общество, как обещали большевики, а новый правящий класс, гораздо более безжалостный и беспринципный, чем вытесненные им предыдущие. Этих выживших, — которые нагло присвоили себе плоды революции и стали у руля, — добавляет американский журналист консервативного звена Гари Аллен, Оруэлл называл «полу-рупорами, полу-гангстерами» (англ. “half-gramophones, half-gangsters”). Что также сильно удивляло Оруэлла, так это тяготение к «сильной руке», к деспотизму, которое он наблюдал среди значительной части британских социалистов, в особенности тех из них, что называли себя марксистами, несогласными с Оруэллом даже в определении того, кто есть «социалист», а кто нет, — Оруэлл до конца своих дней был убеждён, что социалист — это тот, кто стремится к свержению тирании, а не её становлению, — именно этим объясняет подобные эпитеты, которыми Оруэлл именовал советских социалистов, американский литературовед, почётный профессор Университета Пердью Ричард Вурхис. Сами подобные деспотические тенденции на Западе Вурхис называет «Культом России» и добавляет, что другая часть британских социалистов, которая не была подвержена этому «культу», также проявляла признаки тяготения к тирании, возможно более благожелательной, добродетельной и беззлобной, но всё же тирании. Оруэлл, таким образом, всегда стоял меж двух огней, как про-советских, так и равнодушных к достижениям Страны "победившего социализма".
Оруэлл всегда гневно обрушивался на тех западных авторов, которые отождествляли социализм с Советским Союзом, в частности, Дж. Бернарда Шоу. Напротив, Оруэлл непрестанно утверждал, что странам, собирающимся строить подлинный социализм, в первую очередь следует бояться Советского Союза, а не пытаться взять с него пример, — отмечает профессор политических наук при университете Стирлинга Стивен Ингл. Оруэлл ненавидел Советский Союз, корень зла виделся ему в самой системе, где пришли к власти «животные». Поэтому Оруэлл считал, что ситуация не изменилась бы, даже если бы Ленин скоропостижно не умер, а Троцкий не был выслан из страны и остался на своём посту. 
Оруэлл не ожидал нападения Германии на СССР и последующего альянса Сталина с Черчиллем. «Этот мерзкий убийца теперь на нашей стороне, а значит, чистки и всё прочее внезапно забыто», — писал Оруэлл в своём военном дневнике вскоре после нападения Германии на СССР. «Никогда не думал, что доживу до тех дней, когда мне доведётся говорить „Слава Товарищу Сталину!“, так ведь дожил!», — писал он ещё через полгода.
Как отмечал литературный обозреватель американского еженедельника The New Yorker Дуайт Макдональд, за свои воззрения на советский социализм Оруэлл до поры нещадно критиковался социалистами всех мастей, особенно западными коммунистами. 
В журнале «New Statesman» под руководством нижеупомянутого Кингсли Мартина, отказался публиковать отчёты Оруэлла о деятельности коммунистов в ходе Гражданской войны в Испании, — отмечает британский литератор, экс-председатель Оксфордского дискуссионного клуба Брайан Маги. В плотных рядах соотечественников — недругов Оруэлла стоял другой британский социалист, книгоиздатель Виктор Голланц. Последний публично критиковал Оруэлла, в особенности в 1937 году — в год Большого террора, одной из причин его недовольств, было то как Оруэлл называл советских партийных функционеров "полу-рупорами" , "полу-гангстерами" . Голланц этим своим комментарием бросил тень на самое лучшее из того, что дал миру Оруэлл, — возмущается преподаватель Рочестерского университета, д-р Стивен Малоуни. Голланц определённо пребывал в шоке, услышав о «полу-гангстерах», в состоянии которого и писал своё предисловие, — резюмирует литературный обозреватель еженедельника «TIME» Марта Даффи. О конъюнктурщине Голланца в этом конкретном случае пишет выпускник МГУ, редактор британского правительственного русскоязычного сборника «Англия» Эдвард Морли Томас. При этом, на чём особо акцентирует внимание Томас, Голланц сознательно не называет вещи своими именами, а именно, не говорит: правду или неправду написал Оруэлл. Вместо этого, он говорит о «странной опрометчивости», допущенной писателем. Дескать, «во избежание», нельзя писать такого о Советском Союзе. В 1930-е годы на Западе награждать советских чиновников такими эпитетами действительно было контрреволюционным, почти преступным, но увы, таково было мышление британской интеллигенции тех лет — «раз Россия называет себя социалистической страной, стало быть она a priori права» — примерно так они думали, — пишет конкретно об этом эпизоде британский литературный критик Джон Уэйн. Масла в огонь подливал созданный Голланцем Британский клуб левой книги, который поддерживал Оруэлла и даже публиковал некоторые его произведения, до тех пор, пока вернувшись из Испании, Оруэлл не переключился с британского колониализма на советский коммунизм. В 1937 году дело дошло до печати книги,  не затрагивавшей темы марксизма — «Дорога на Уиган-Пирс», Голланц, в оправдание того, что клуб вообще взялся за публикацию, написал к роману предисловие. Впрочем сам клуб, вопреки увещеваниям своего создателя и идейного вдохновителя, раскололся вскоре после подписания Пакта Молотова — Риббентропа, частично превратившись в литературную резидентуру Кремля, действовавшую в британской столице на постоянной основе.

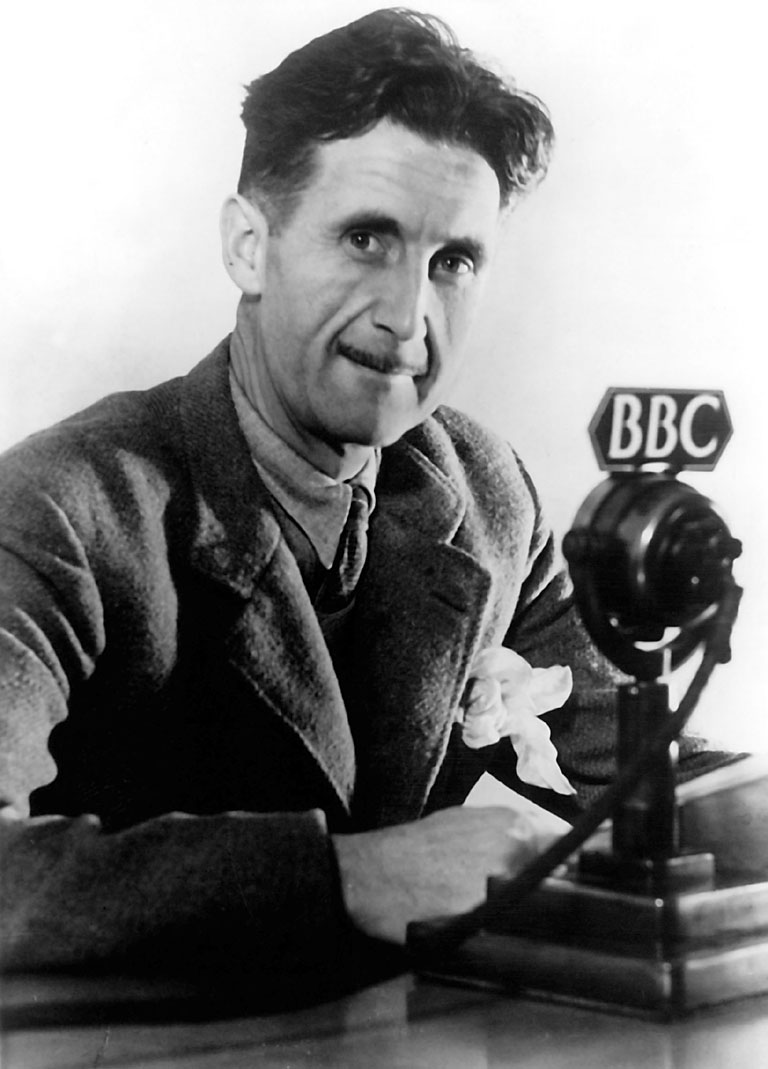
Оруэлл во время работы на BBC (1941 г.)

После нападения Германии на СССР, которого не ожидал и сам Оруэлл, баланс социалистических симпатий на какое-то время вновь переместился на сторону Голланца, но британская социалистическая интеллигенция, в своём большинстве, не могла простить такого шага, как Пакт Молотова — Риббентропа. Коллективизация, раскулачивание, показательные процессы по делам врагов народа, чистки партийных рядов тоже сделали своё дело — западные социалисты постепенно разочаровывались в достижениях Страны советов, — так мнение Макдональда дополняет Брайан Маги. Мнение Макдональда подтверждает современный британский историк, обозреватель лондонской The Sunday Telegraph Ноэль Малкольм, добавляя, что работы Оруэлла не шли ни в какое сравнение с одами советскому строю, воспеваемыми его современником — христианским социалистом, впоследствии руководителем Общества британско-советской дружбы Хьюлеттом Джонсоном, в самой Англии известным по прозвищу «Красный настоятель». Оба учёных солидарны также в том, что из этого идейного противоборства Оруэлл в итоге вышел победителем, но, увы, посмертно.
Писатель Грэм Грин, несмотря на то, что с самим Оруэллом его связывали не самые лучшие отношения, отмечал те трудности, с которыми сталкивался Оруэлл в военные и послевоенные годы, когда СССР ещё был союзником Запада. Так, чиновник британского Министерства информации, бегло ознакомившись со «Скотным двором», со всей серьёзностью спросил у Оруэлла: «Вы что, не могли сделать главным злодеем какое-нибудь другое животное?», — подразумевая неуместность критики СССР, который тогда фактически спасал Британию от фашистской оккупации. И первое, прижизненное издание «1984» не стало исключением, оно вышло тиражом не больше тысячи экземпляров, так как никто из западных издателей не решался идти в открытую против объявленного курса на дружбу с Советским Союзом, сродни оруэлловскому «Океания никогда не враждовала с Евразией, она всегда была её союзницей». Лишь после констатации того факта, что Холодная война уже в самом разгаре, после смерти Оруэлла, печать романа началась миллионными тиражами. Его превозносили, саму книгу расхваливали как сатиру на советский строй.
Но вот настало время, когда западные союзники снова рассорились со своими вчерашними братьями по оружию, и все, кто призывал к дружбе с СССР, либо резко поутихли, либо стали призывать к вражде с СССР, а те из пишущей братии, кто вчера ещё были в фаворе и зените славы и на волне успеха дерзнули продолжать демонстрировать свою поддержку Советскому Союзу, также резко попали в опалу и безвестность. Вот тут-то все вспомнили о романе «1984», — отмечает литературовед, член Британского королевского литературного общества Джеффри Мейерс. Сказать, что книга стала бестселлером — всё равно что плеснуть кружку воды в водопад. Нет, она стала именоваться не иначе как «каноническим антикоммунистическим произведением», как её называл профессор истории при Университете Бат Спа Джон Ньюсингер, «праведным манифестом Холодной войны» окрестил книгу почётный профессор культурологии при Шеффилдском университете Фред Инглис, не говоря уже о том, что она была переведена на более чем шестьдесят языков мира. Когда наступил 1984 год, книга в одних только Соединённых Штатах расходилась в продаже по 50 тысяч экземпляров в день! 

## Отношение в СССР к Оруэллу
Официальное отношение к Оруэллу в Советском Союзе можно выразить словами председателя иностранной комиссии Союза советских писателей Михаила Яковлевича Аплетина, который подписал следующую биографическую справку, прилагавшуюся к делу на Оруэлла, хранившемуся в «Материалах по Великобритании» Союза писателей СССР:

Джордж Оруэлл — английский писатель, троцкист. В 1936 г. был в Испании в рядах ПОУМовской милиции <…> Оруэлл имеет тесную связь с американским троцкистским журналом «Партизан ревью». Джордж Оруэлл — автор гнуснейшей книги о Советском Союзе за время с 1917 по 1944 г. — «Ферма зверей».
— Биографическая справка от 26. V. 1947 г. за подписью Мих. Аплетина
Тем не менее, как отмечает литературовед Арлен Викторович Блюм, несмотря на официальную позицию Совлита, существовала позиция неофициальная, и номенклатурное издание романа «1984», предназначавшееся для служебного пользования, в лучших оруэлловских традициях было растиражировано под копирку, скорее всего без каких-либо изменений, и стало ходить по рукам ещё с конца 1960-х годов. Друг и коллега Дж. Оруэлла по Tribune Тоско Файвел вспоминает беседу со своей русской знакомой, с которой рассуждал о том, кому же было адресовано главное предупреждение романа. Так вот, знакомая убеждала Файвела, и тот был склонен с ней согласиться, что Оруэлл писал для русских, и ни один западный человек не постигнет суть «1984» так глубоко, как человек родом из Союза. Очень точно, по мнению А. В. Блюма, заметил по этому поводу Сергей Кузнецов: "Есть что-то глубоко симптоматичное, что целое поколение русских читателей получало «1984» «на одну ночь». В это время суток роман Оруэлла заменял сон и временами становился неотличим от него". Естественно, это не могло не привлечь внимание органов госбезопасности и цензуры.
Не считая приведённой выше справки для служебного пользования и публикации в «Литературной газете», за которой последовал ведомственный скандал и разбирательство в литературном ведомстве, первое в советской публицистике критическое упоминание Дж. Оруэлла как писателя вышло во второй половине 1948 года — когда тот уже заканчивал работу над «1984», и принадлежит оно научному сотруднику Института русской литературы АН СССР Г. М. Луканову и аспиранту Академии общественных наук при ЦК КПСС А. П. Белику, где Оруэлл назван «британским гангстером», который «настолько циничен», что смеет рассуждать о свободе творчества и о долге писателя! Понятие «свобода творчества» приобретало у Луканова и в особенности у Белика однозначно негативный смысл, так как излюбленным выражением последнего было ленинское «Долой литераторов беспартийных» (в смысле — не состоящих в ВКП(б)). Далее два советских критика сравнивали Оруэлла с Кёстлером, придя к выводу что они сходятся во всём, но Оруэлл превосходит Кёстлера биографией — солидный стаж полицейского — большая редкость, «даже на том чёрном рынке культуры, где подвизаются Оруэллы и Кёстлеры». Интересный момент, вполне достойный отображения в контексте повествования о романе «1984», что сами авторы первой советской рецензии Дж. Оруэлла уже в очень скором времени, а именно к началу 1950-х годов, попали в опалу, причём Белика критиковало всё советское писательское сообщество и лично Сталин, в связи с чем ему пришлось отвечать уже не на критику литераторов, а по вполне конкретным политическим обвинениям (его причислили к «новорапповцам», что по сути было почти что приговором). Но, к счастью для них обоих, Сталин скоропостижно скончался, и оба критика продолжили свою профессиональную карьеру и при Хрущёве даже достигли определённых успехов, в особенности Белик, ставший профессором и вошедший в Президиум АН СССР.
Немногое изменилось и к началу 1960-х годов. Так, советский публицист, в недавнем прошлом председатель Государственного комитета Совета Министров СССР по культурным связям с зарубежными странами Юрий Жуков писал в 1963 году об изображении советского народа в романе «1984»: «Рисуя наше общество в виде некой казармы, а наших людей в виде не рассуждающих роботов, Оруэлл и другие противопоставляли им мнимые прелести „свободного западного мира“, где якобы предоставлены все возможности для творческого расцвета человеческой индивидуальности…».
Польский перебежчик, впоследствии всемирно известный писатель и нобелевский лауреат Чеслав Милош утверждал, что высокопоставленные аппаратчики Польской объединённой рабочей партии могли легко достать польскоязычные копии «1984» и, по его словам, они были просто восхищены тем, насколько глубоко и точно Оруэлл описал нравы, царящие в обеих партиях — как во внешней, так и во внутренней. «Можете себе представить, как если бы советское политбюро читало „1984“, черпая из него вдохновение для новых свершений на ниве усиления тотального контроля», — иронизирует по этому поводу профессор Чикагского университета Ричард Аллен Познер.
Исследуя объёмные архивы документов, ранее предназначавшихся для служебного использования советскими цензорами и сотрудниками органов госбезопасности, А. В. Блюм обнаружил множество бумаг, в том числе и из уголовных дел по инакомыслящим, где среди прочего упоминается Дж. Оруэлл и роман «1984». В архиве Леноблгорлита им был найден, в частности, запрос УКГБ по Ленинградской области начальнику Леноблгорлита Б. А. Маркову с перечнем книг, среди которых был «1984», найденных в ходе обыска у неких неназванных диссидентов. Это уже был 1978 год, и тогда, в отличие от прежних лет, госбезопасность посылала конфискованные книги на литературную экспертизу. Ленинградская цензура уже через неделю прислала в комитет госбезопасности такой ответ:
Книга Джорджа Орвелла «1984» — фантастический роман на политическую тему. В мрачных тонах рисуется будущее мира, разделение его на три великих сверхдержавы, одна из которых «Евразия» представляет собой поглощённую Россией Европу. Рисуется картина зверского и безжалостного уничтожения женщин и детей во время войн. Книга в СССР не издавалась, распространению не подлежит.
Этот ответ советской литературной цензуры в конце содержал вывод: «Все указанные книги изданы за рубежом, рассчитаны на подрыв и ослабление установленных в нашей стране порядков, и их распространение в Советском Союзе следует расценивать как идеологическую диверсию», — вывод, который, как справедливо отмечает А. В. Блюм, не оставлял никаких надежд.
Прошло несколько десятилетий, наступил 1984 год. С 1984 года в самом Советском Союзе был взят курс на пересмотр предвзятого, однозначного отношения к Оруэллу и роману «1984», с тем чтобы «обелить» Оруэлла в глазах советских читателей, сделав того чуть ли не союзником в борьбе с империализмом. И хотя то обстоятельство, что под оруэлловской Евразией понимался Советский Союз, никогда не ставилось под сомнение, сверху было велено рассматривать творчество Оруэлла не так однозначно, как раньше, и даже попытаться поставить его на службу текущей советской политике и идеологии. Усилиями лучших советских литературных умов проводилась работа по нивелированию пласта разгромных отзывов об Оруэлле их коллег-предшественников, часто гораздо менее профессиональных. В итоге, на этом поприще был достигнут значительный прогресс, но вскоре дело приняло ещё более неожиданный оборот — Советский Союз развалился, цензура исчезла как явление, и проделанная работа, по большей части, оказалась не нужна — роман попал в широкую читательскую аудиторию, минуя какие-либо инстанции или посредников, в качестве послесловия недавно ушедшему строю.

## Оруэллианский
Оруэллианский (англ. Orwellian) — английское прилагательное, описывающее ситуацию, идею или социальное состояние, которое Джордж Оруэлл (англ. George Orwell) определил как разрушающее для благополучия «свободного и открытого общества». Означает практикуемое современными тоталитарными правительствами отношение и жестокую драконовскую политику контроля, включающие наблюдение (вплоть до слежки), пропаганду, дезинформацию, отрицание истины (двоемыслие, или двойные стандарты), искажение истории, в том числе «обезличивание» человека, чьё существование вычёркивается из истории и памяти. Зачастую подобные обстоятельства описываются в его романах, в частности в романе «1984», в то же время политика двойного толкования подвергается критике на протяжении всех его работ, например, «Политика и английский язык». «The New York Times» заявляет, что этот термин «наиболее широко используемое прилагательное, основанное на имени современного писателя».

### Художественные произведения
| Год  | Тип     | Русское название              | Оригинальное название            |
| ---- | ------- | ----------------------------- | -------------------------------- |
| 1933 | повесть | Фунты лиха в Париже и Лондоне | Down and Out in Paris and London |
| 1934 | роман   | Дни в Бирме                   | Burmese Days                     |
| 1935 | роман   | Дочь священника               | A Clergyman’s Daughter           |
| 1936 | роман   | Да здравствует фикус!         | Keep the Aspidistra Flying       |
| 1937 | повесть | Дорога на Уиган-Пирс          | The Road to Wigan Pier           |
| 1939 | роман   | Глотнуть воздуха              | Coming Up for Air                |
| 1945 | притча  | Скотный двор                  | Animal Farm                      |
| 1949 | роман   | 1984                          | Nineteen Eighty-Four             |

### Мемуары и документалистика
- Фунты лиха в Париже и Лондоне (1933)
- Дорога на Уиган-Пирс (1937)
- Памяти Каталонии (1938)

## Экранизации
- 1954 — Скотный двор (англ. Animal Farm) — по повести «Скотный двор» (1945 г.)
- 1956 — 1984 (англ. Nineteen Eighty-Four) — по роману «1984» (1949 г.)
- 1984 — 1984 (англ. Nineteen Eighty-Four) — по роману «1984» (1949 г.)
- 1997 — Цветы любви (англ. Keep the Aspidistra Flying) — по роману «Да здравствует фикус!» (1936 г.)
- 1999 — Скотный двор (англ. Animal Farm) — по повести «Скотный двор» (1945 г.)
- 2019 — Гарет Джонс (англ. Mr. Jones) фильм о британском журналисте посетившем СССР в 1933 году и первым рассказавшем миру о голоде на Украине, сам Оруэлл появляется как второстепенный персонаж а также играет роль рассказчика.
- 2024 — Скотный двор (англ. Animal Farm) — по повести «Скотный двор» (1945 г.)

## В культуре
Пол Теру, Бирма сахиб (2024). Художественный роман, посвящённый колониальной работе Оруэлла в Бирме с 1922 по 1927 год.

## Факты

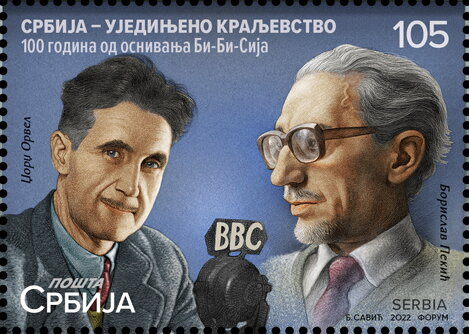
Джордж Оруэлл (слева у микрофона) на почтовой марке Сербии, посвящённой к столетию со дня основания BBC, 2022

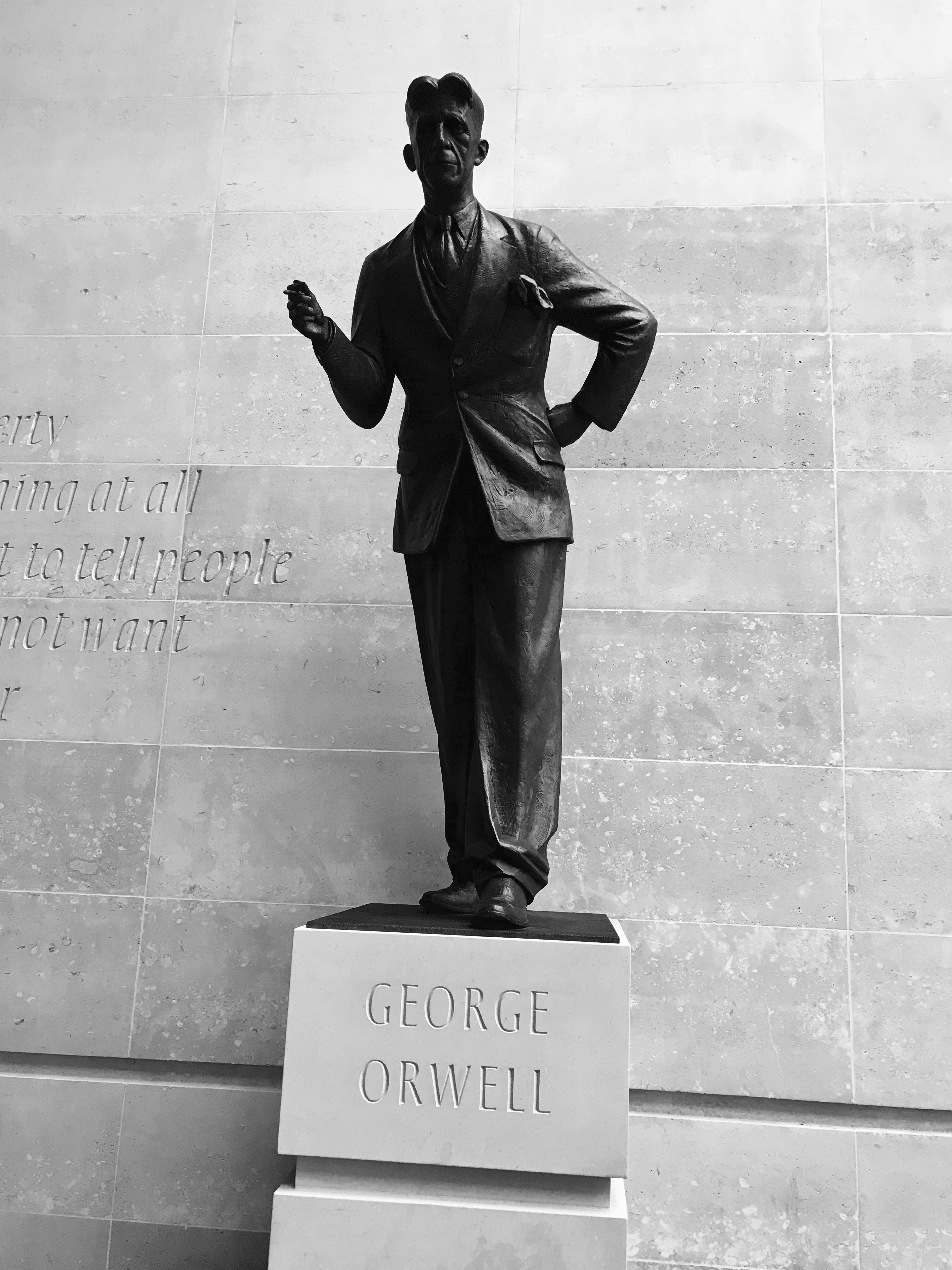
Памятник Джорджу Оруэллу у здания BBC в Лондоне, поставлен в 2017 году. Сзади приведены слова Оруэлла из неиспользованного предисловия к «Скотному двору»: «Если свобода что-то вообще значит, то она означает право говорить людям то, что они не хотят слышать»

- В одном из его стихов рассказывается, что в детстве он влюбился в девочку из простонародья, но мать запретила ему не только играть, а даже видеться с ней. Он не посмел ослушаться… В. Недошивин, передающий это по В. А. Чаликовой, усматривает в этой истории истоки устремлений натуры Оруэлла[12].
- Несмотря на то, что в произведениях Оруэлла многие усматривают сатиру на тоталитарный строй, самого писателя власти долгое время подозревали в тесных связях с коммунистами. Как показало рассекреченное в 2007 году досье на писателя, британские спецслужбы с 1929 года и почти до самой смерти писателя в 1950 году вели за ним слежку, причём мнение о писателе у представителей разных спецслужб не совпадало. Например, в одной из записок досье, датированной 20 января 1942 года, агент Скотланд-Ярда сержант Юинг (англ. Sgt Ewing) описывает Оруэлла следующим образом:

У этого человека продвинутые коммунистические убеждения, и некоторые из его индийских друзей говорят, что часто видели его на собраниях коммунистов. Он богемно одевается как на работе, так и в часы досуга.
Оригинальный текст (англ.)This man has advanced communist views, and several of his Indian friends say that they have often seen him at communist meetings. He dresses in bohemian fashion both at his office and in his leisure hours

Согласно документам, писатель действительно принимал участие в таких собраниях, и в характеристике он проходил как «симпатизирующий коммунистам».
Однако офицер MI5 Огилви (англ. Ogilvie), ознакомившись с донесением сержанта Юинга, с некоторой иронией отмечал:

Я пришёл к выводу, что милый сержант весьма недоумевал, как ему описать этот весьма индивидуальный случай, отсюда выражение «продвинутые коммунистические убеждения». Это укладывается в картину Блэра@Оруэлл [sic], имеющуюся у нас. Из его недавних писаний следует, что ни его линия не совпадает с линией компартии, ни её с его.
Оригинальный текст (англ.)I gathered that the good sergeant was rather at a loss as to how he could describe this rather individual line, hence the expression 'advanced communist views'. This fits in with the picture we have of Blair@Orwell [sic]. It is evident from his recent writings ... that he does not hold with the Communist party, nor they with him.

- В молодости Оруэлл был поклонником творчества Герберта Уэллса, однако в начале 1940-х выступил с критикой его произведений относительно будущего человечества и оценок нацистской Германии, опубликовав эссе «Уэллс, Гитлер и Всемирное государство» (Wells, Hitler and the World State, 1941)[72] и выступив на радио с The Re-discovery of Europe (опубликовано в Listener, 19 марта 1942)[73]. В ответ Герберт Уэллс прислал Оруэллу личное письмо с крайне резким требованием ознакомиться с ранними публикациями[12][74].
- Джордж Оруэлл никогда не был в Советском Союзе[75], при этом он считал: «Вы ничего не узнаете об иностранном государстве, пока сами в нём не поработаете»[76][77][78].
- Именем Джорджа Оруэлла названа небольшая площадь в центре г. Барселона в Испании.
- Портрет Джорджа Оруэлла (слева у микрофона) изображён на почтовой марке Сербии, посвящённой к столетию со дня основания BBC (2022).
- Именем Джорджа Оруэлла названа библиотека в городе Иваново[79].